# Take Me Away (COLLAR單曲)
《Take Me Away》是香港女子組合COLLAR於2023年2月17日通過大國文化集團發行的第六首單曲。這也是COLLAR第一首英語歌曲作品。

## 製作
《Take Me Away》由ANDREAH作曲及作詞，Qura編曲，Qura、Sophia Young-Rogers、謝國維監製。歌曲時長4分06秒，以C大調創作，每分鐘168拍。COLLAR曾在電台節目中透露Take Me Away為The Bright Side的Demo。而歌曲內容為愛爾蘭菲律賓混血創作歌手ANDREAH以創作當時正經歷黑暗、孤單、覆雜等情緒下，而透過創作表達其情感想法。而COLLAR經理人戴穎認為歌曲內容及旋律等因素都非常適合COLLAR成員當下心情和感受，因而選擇該作品作紀念COLLAR成軍一周年和重新出發的作品。並先推出中文版The Bright Side，後再推出英文原曲版Take Me Away。

## 發行及宣傳
2月14日，官方在社交平台 Instagram、Facebook宣佈推出上一首作品《The Bright Side》的英語版 - Take Me Away。2月16日，官方發放8位成員的造型照。在2月17日下午2時同步於Youtube官方頻道推出Lyric Video及在各大音樂平台上架。

## 串流平台榜單表現

### 日榜
| 地區 | 音樂串流平台 | 榜單         | 最高排名 |
| ---- | ------------ | ------------ | -------- |
| 香港 | KKBOX        | 歐美新歌日榜 | 1        |
| 香港 | KKBOX        | 歐美單曲日榜 | 2        |

### 週榜
| 地區 | 音樂串流平台 | 榜單         | 最高排名 |
| ---- | ------------ | ------------ | -------- |
| 香港 | KKBOX        | 歐美新歌週榜 | 1        |
| 香港 | KKBOX        | 歐美單曲週榜 | 2        |
| 香港 | KKBOX        | 歐美專輯週榜 | 5        |

## 軼聞
隨着蘇芷晴已於2023年5月10日決定退出COLLAR，本曲成為COLLAR八人時期最後一首作品。